# Batalla de Mohács (1687)
La batalla de Mohács fou un combat produït el 1687 entre les forces de la Santa Lliga i els otomans que es va lliurar prop de Mohács però no a la rodalia d'aquesta població sinó entre el mont Harsány i Vallány a uns 20/25 km de Mohács.

## Antecedents
La Gran Guerra Turca va començar el juliol de 1683 amb un atac a Viena per part de l'exèrcit otomà. El setge va ser trencat per les forces combinades del Sacre Imperi Romanogermànic i la Confederació de Polònia i Lituània, sota el comandament general de Joan III Sobieski, rei de Polònia,. Els anys següents, els exèrcits imperials dels Habsburg sota Carles V de Lorena van fer retrocedir els otomans, conquerint moltes fortaleses, i després d'un primer fracàs en 1684, el setge de Buda de 1686 van prendre l'antiga capital hongaresa de Buda. A finals de 1686 els otomans van fer propostes de pau; tanmateix, els Habsburg imperials van veure una oportunitat de conquerir tota Hongria i van ser rebutjades.
L'abril de 1687 es va decidir a Viena que s'havien d'emprendre més accions militars. La força cristiana va desplegar tropes experimentades i entrenades. L'exèrcit principal (d'uns 40.000 soldats) sota el comandament del duc Carles de Lorena va procedir al llarg del Danubi fins a Osijek, mentre que un altre exèrcit d'uns 20.000 homes sota el comandament de Maximilià II Manuel de Baviera es va moure al llarg del Tisza cap a Szolnok i cap a Petrovaradin i a mitjans de juliol els dos exèrcits imperials es van trobar al Danubi i van marxar per terra o pel Drava fins a Osijek.
La majoria de les tropes turques eren forces irregulars reunides recentment i una petita part dels geníssers i espahís, que tot i tenir experiència de combat, no eren comparables als soldats occidentals.

## La batalla
Manava als otomans el gran visir Sarı Süleyman Paixà i als imperials Carles V de Lorena i el combat va tenir lloc el 12 d'agost de 1687. Cada costat disposava d'uns seixanta mil homes i els turcs foren completament derrotats degut a la superioritat europea en armament modern.
El matí del 12 d'agost, Carles de Lorena va decidir avançar cap a Siklós, el terreny del qual faria un camp de batalla adequat. La seva ala dreta es posà en marxa a una zona molt boscosa i el Gran Visir cregué tenir l'oportunitat que esperava i donà ordre d'atacar amb totes les forces l'ala esquerra imperial, comandada per Maximilià II Manuel de Baviera, i 8.000 espahís de la cavalleria otomana van intentar flanquejar-la per l'esquerra. L'elector de Baviera envià immediatament un missatger a Carles de Lorena i es preparà per resistir l'embat dels otomans. La infanteria imperial va aconseguir mantenir les seves posicions i els regiments de cavalleria van aturar l'atac dels espahís.
El gran visir, sorprès per la resistència, va ordenar aturar l'assalt i l'artilleria va continuar bombardejant les posicions dels Habsburg, però la infanteria imperial va prendre una posició a les seves fortificacions, donant temps a l'ala dreta imperial de tornar al rescat. A les tres de la tarda, l'Exèrcit Imperial estava disposat a contraatacar, però el Gran Visir va decidir atacar de nou. Els espahís donaren suport a l'atac frontal dels geníssers intentant flanquejar l'ala contraria però la infanteria de Lluís Guillem de Baden-Baden va resistir l'assalt i la cavalleria bavaresa i imperial va baixar del turó dirigida per Eugeni de Savoia llançant un contraatac a les fortificacions otomanes fortament recolzades per l'artilleria txeca i alemanya empenyent als otomans, que després de dues hores de lluita, va començar a córrer per buscar refugi a una zona on les trinxeres encara no s'havien acabat. La cavalleria otomana, sortint de les arbredes i boscos, va resultar ineficaç i va resistir durant tot just una hora, i l'artilleria otomana no va aconseguir fer mal als atacants. L'ala dreta imperial, perduda dins el bosc dens, no va poder unir-se a l'acció.
L'ala esquerra imperial va guanyar la batalla gairebé per si sola, la retirada otomana es va convertir en una derrota, i la cavalleria va perseguir l'exèrcit turc completament dispers fins a Baranyavar. Els que fugien als pantans de Karasica van ser caçats durant dies i molts van morir ofegats al Drava.

## Conseqüències
Els otomans van tenir deu mil morts i van perdre 66 canons i les tropes es van amotinar. El comandant Sarı Süleyman Paixà tement ser assassinat per les seves pròpies tropes, va fugir del comandament, primer a Belgrad i després a Constantinoble, sent rellevat del comandament el 18 de setembre de 1687 i després executat, substituït per Siyavuş Paixà que no va poder establir la seva autoritat sobre geníssers i espahís, que s'havien revoltat. L'exèrcit otomà s'havia desintegrat i va començar a tornar a la seva base d'Istanbul amb oficials de rangs inferiors, permetent als imperials apoderar-se de moltes fortaleses menors com Osijek, Petrovaradin, Sremski Karlovci, Ilok, Valpovo, Požega i Eger, i la població de l'Eslavònia es va sotmetre a l'emperador l'octubre.
Köprülü Fazıl Mustafa Pasha fou nomenat com a regent del gran visir a Constantinoble i prèvia consulta amb els comandants de l'exèrcit i estadistes otomans el 8 de novembre va destituir al sultà Mehmet IV a causa de la derrota, substituït per Solimà II abans de l'arribada de Siyavuş Paixà a Istanbul el 2 de novembre.
El 9 de desembre de 1687, Leopold I d'Àustria va ser proclamat per la Dieta de Pressburg, com a rei d'Hongria amb càrrec hereditari. Durant un any l'Imperi Otomà va quedar paralitzat, i les forces imperials es van preparar per capturar Belgrad i penetrar profundament als Balcans.